# Mintonia protuberans
Mintonia protuberans là một loài nhện trong họ Salticidae.
Loài này thuộc chi Mintonia. Mintonia protuberans được Fred R. Wanless miêu tả năm 1984.